# Корнь (Ботошань)
Корнь, Корні (рум. Corni) — село у повіті Ботошані в Румунії. Входить до складу комуни Корнь.
Село розташоване на відстані 358 км на північ від Бухареста, 13 км на південний захід від Ботошань, 93 км на північний захід від Ясс.

## Населення
За даними перепису населення 2002 року у селі проживали 4127 осіб, з них 4126 осіб (> 99,9%) румунів. Усі жителі села рідною мовою назвали румунську.